# Лос-Карменес (стадіон)
«Лос Карменес» (ісп. Nuevo Estadio de Los Cármenes) — футбольний стадіон у Гранаді, Іспанія, домашня арена ФК «Гранада».
Стадіон побудований у 1935 році, з цього ж року приймає матчі. У 2011 році був реконструйований.